# Tavola di rima
Una tavola di rima (韻圖T, 韵图S, yùntúP, yün-t'uW) è un diagramma sillabico della lingua cinese, un significativo avanzamento dell'analisi basata sul fanqie utilizzata nei precedenti dizionari di rima. In quanto modello fonologico originario della Cina, esso cataloga le sillabe del cinese medio in base ai loro attacchi, rime, gradi di rima, tono e altre proprietà.
Secondo la tradizione, le tavole di rima furono inventate da monaci buddhisti, che furono ispirati dai diagrammi sillabici del sanscrito nell'alfabeto siddham che utilizzavano per studiare la lingua. Lo Yunjing ed il Qiyin lüe della Dinastia Song sono le più antiche tavole di rima esistenti. Basandosi su numerose somiglianze interne, i linguisti hanno concluso che essi condividevano un prototipo comune di tavole fonologiche con testi di accompagnamento, una tradizione che potrebbe risalire alla tarda Dinastia Tang. (Baxter 1992: 41)

## Struttura
Un libro di tabelle di rime consiste in una serie di diagrammi tabellari, ciascuno dedicato o alla parte "interna" (nèi 內) o a quella "esterna" (wài 外) di un particolare gruppo di rima (shè 攝).
Si pensa che la suddivisione interna/esterna sia collegata alle altezze vocaliche che contrappongono rispettivamente le vocali chiuse e quelle aperte.
Ogni shè (攝) è caratterizzato o come "aperto" (kāi 開) o come "chiuso" (hé 合), per esprimere l'assenza o la presenza dell'arrotondamento labiale (spesso trascritto come -w- o -u-).
All'interno di una tabella, le sillabe sono classificate usando altre caratteristiche:
- La consonante iniziale (shēngmǔ 聲母 lett. "madre dei suoni"). Una sillaba che inizia per vocale si considera avere una "iniziale zero". Le iniziali sono classificate secondo
  - luogo di articolazione: labiali (chún 脣 "labbro"), alveolari (shé 舌 "lingua"), velari (yá 牙 "dente posteriore"), affricate e sibilanti (chǐ 齒 "dente anteriore") e gutturali (hóu 喉 "gola"). I valori dell'ultima categoria rimangono controversi;
  - fonazione: sorde (qīng 清 "limpide"), sorde aspirate (cìqīng 次清 "limpide secondarie"), sonore (zhuó 濁 "fangose") o nasali o liquide (qīngzhuó 清濁 "limpide fangose").
- Il tono (shēngdiào 聲調 "intonazione sonora"), che usa gli stessi quattro nomi dei toni usati nel Qieyun. Questi toni differiscono dai quattro toni del mandarino standard, anche se sistemi tonali collegati sono conservati da molte lingue meridionali. In particolare, le sillabe che finiscono in occlusive (-p, -t o -k) erano classificate come tono d'entrata delle sillabe corrispondenti con terminazioni nasali (-m, -n o -ng).
- La classificazione meno compresa è quella dei quattro děng (等 "classe", "grado" o "gruppo"), che Bernhard Karlgren traduceva come "divisioni", mentre altri linguisti preferiscono "gradi". Il dibattito sull'esatta natura dei gradi è ancora aperto, ma si crede che essi descrivano la palatalizzazione (trascritta come la presenza o assenza di -j- o -i-), le caratteristiche retroflesse, la qualità delle vocali (alte o basse) o qualche combinazione di questi elementi.

Per illustrare il significato dei děng, basti considerare che in cinese la scienza di classificazione delle vocali è chiamata děngyùn (等韻 "rima di divisione") e la fonologia tradizionale è děngyùnxué (等韻學 "studio delle rime di divisione").
Ad esempio, lo Yùnjìng comprende 43 diagrammi che coprono 16 gruppi di rima. Il seguente è il primo diagramma (i numeri arabi sono annotazioni moderne):
I cinque caratteri grandi sul lato destro dicono Nèi zhuǎn dìyī kāi (內轉第一開). Nello Yùnjìng, ogni diagramma è chiamato zhuǎn (lett. "turno"). I caratteri indicano che il diagramma è il primo (第一) nel libro, e che le sillabe di questo diagramma sono "interne" (內) e "aperte" (開). 
Sebbene la prefazione dello Yunjing elenchi 36 attacchi, la tabella contiene solo 23 colonne, il che significa che alcune colonne rappresentano più di un attacco. Questo è possibile perché alcuni attacchi si combinano solo con particolari gradi di rima: poniamo l'attacco A si combina solo con il grado 1 e 4, e l'attacco B solo con il grado 2 e 3, allora la stessa colonna può rappresentare sia l'attacco A che B. Questo tipo di rappresentazione salvaspazio può creare confusione e produce il cosiddetto jiǎděng (假等 "pseudo-gradò"): ad esempio, una sillaba che appare di grado-4 sulla tavola è in realtà di grado-3, e si trova alla posizione di grado-4 solo perché l'intervallo è stato occupato da un'altra sillaba. 
Le 16 righe sono raggruppate secondo il tono in quattro yùn o rime (rappresentate da 東 con tono piano, da 董 con tono ascendente, da 送 con tono partente e da 屋 con tono entrante). Ciascuno yùn ha una riga per ognuno dei quattro gradi. Il simbolo ○ indica che non vi è nessun carattere con quella particolare sillaba. 
La pronuncia di un carattere indicata dall'ortografia fanqie si può conoscere guardando tale diagramma. Tuttavia, a causa del cambiamento di suoni, le ortografie fanqie tradizionali e le tavole di rima possono risultare incongruenti. In tali casi sono state fatte alcune regole speciali,  chiamate menfa 門法, per isolvere le incongruenze.
|                  |                      | Limpide 清 | Aspirate 次清 | Fangose 濁 | Nessuna delle due 清濁 | Limpide 清 | Fangose 濁 |
| ---------------- | -------------------- | ---------- | ------------- | ---------- | ---------------------- | ---------- | ---------- |
| Labiali 脣       | Bilabiali            | 幫 *[p]    | 滂 *[pʰ]      | 並 *[b]    | 明 *[m]                |            |            |
| Labiali 脣       | Labio-dentali        | 非 *[f]    | 敷 *[fʰ]      | 奉 *[v]    | 微 *[ɱ]                |            |            |
| Coronali 舌      | Occlusive alveolari  | 端 *[t]    | 透 *[tʰ]      | 定 *[d]    | 泥 *[n]                |            |            |
| Coronali 舌      | Palatali             | 知 *[ʈ]    | 徹 *[ʈʰ]      | 澄 *[ɖ]    | 娘 *[ɳ]                |            |            |
| Sibilanti 齒     | Alveolari            | 精 *[ts]   | 清 *[tsʰ]     | 從 *[dz]   |                        | 心 *[s]    | 邪 *[z]    |
| Sibilanti 齒     | Palatali/Retroflesse | 照 *[tɕ]   | 穿 *[tɕʰ]     | 牀 *[dʑ]   |                        | 審 *[ɕ]    | 禪 *[ʑ]    |
| Velari 牙        | Velari 牙            | 見 *[k]    | 谿 *[kʰ]      | 羣 *[ɡ]    | 疑 *[ŋ]                |            |            |
| Gutturali 喉     | Gutturali 喉         | 影 *[ʔ]    |               |            | 喻 *[x]                | 曉 *[ɣ]    | 匣 *[ʔ]    |
| "Semi-coronali"  | "Semi-coronali"      |            |               |            | 來 *[l]                |            |            |
| "Semi-sibilanti" | "Semi-sibilanti"     |            |               |            | 日 *[ɲ]                |            |            |